# Двуцветно сорго
Двуцветното сорго (Sorghum bicolor) е вид покритосеменно растение от семейство Житни (Poaceae). Наричано е също култивирано сорго, както и с народните названия метла, мътлар, татар, метлина и циръ̀к.
Двуцветното сорго обикновено е едногодишно, но някои сортове са многогодишни. Расте на групи, като стъблата му могат да достигнат 4 метра височина. Зърното е дребно, с диаметър на семената 2 до 4 милиметра. Група сортове, наричани захарна метла, се отглеждат за фураж, извличане на сладък сироп и етанол, като те растат по-високи от зърнените сортове.
Култивираното сорго се използва за храна, както и за зелен и зърнен фураж, силаж, захарен сироп, добив на нишесте и производство на метли и спирт. Соргото притежава ценни стопански и биологични особености. То е високодобивно, сухоустойчиво растение. Разпространено е в засушливите райони на света като там то превъзхожда по добив царевицата за зърно, отглеждана без напояване. Заради изключителната си сухоустойчивост е получило названието „камила на растителния свят“ или „царевица, устойчива на суша“.
В световен мащаб сорго се отглежда на площ от около 450 млн. дка, а продукцията му възлиза на 65 милиона тона. Произлязло от Африка, днес соргото е основна култура в страните с тропичен климат. С годишно производство в света от 61,4 млн. тона (2021) то е петата най-масовата зърнена култура в света след царевицата, ориза, ечемика и пшеницата. Най-големи производители са САЩ, Индия, Китай, Мексико. В Европейския съюз производството от 600 000 тона е съсредоточено основно в страните от Южна Европа, главно Франция, Италия и Испания. Отглежда се и в Румъния, Унгария и страните от бившите СССР и Югославия. В България соргото не се отглежда масово, като засяваните площи не са надхвърляли 35 хиляди дка.

## Морфология и физиологични особености
Морфологичните особености на соргото са:
- Отличава се с мощна коренова система, което обяснява сухоустойчивостта при тази култура, въпреки мощния ѝ хабитус. Корените достигат дълбочина до 2 – 2,5 m.[4]
- Стъблото, подобно на останалите култури от Graminea, е сегментирано на възли и междувъзлия. Височината на стъблото варира от половин метър при джудженисните видове до осем метра при някои тропически представители. Характерна особеност на културата е силната склонност към братене. Най-голяма братимост проявява захарната метла, в чийто стъбла се съдържат 8 – 20 % захари.
- Листата му са широки като на царевицата, самата култура е доста облистена, поради което е отлична фуражна култура за зелено хранене и силаж. Отвън са покрити с восъчен налеп, който възпрепятства изпарението на влагата. Листата са тънки, с по-малка дължина на устицата, които се затварят при засушаване и се отварят отново, едва когато растението възстанови тургора си.
- Съцветието на соргото е метлица. Тя е сбита и по-къса при соргото за зърно, доста по рехава при захарната метла и суданката, а при техническата метла – силно издължена.
- В периоди на засушавания соргото преустановява временно развитието си и го възобновява бързо при наличие на влага, без това да се отрази чувствително на добива.
- Не е взискателно към почвата. Може да се отглежда на всички видове почви. Понася засолени и умерено кисели почви до рН 5.8 и алкални почви до рН 8. Може да се отглежда на наклонени терени на почви със слаба продуктивност.[5]
- Топлоустойчиво растение. При повишаване на температурата над 38 – 40 °C, растежните процеси в растението спират и се възстановяват веднага след валеж. Не понася температури под 0 °C.

## Одомашняване
Култивирането на сорго започва в североизточна Африка – основно в Етиопия и Судан. В тези страни днес се срещат и голяма част от дивите видове на рода. В Индия соргото е одомашнено през III век пр. Хр., а в Китай и Египет през II век пр. Хр. Културата е пренесена в Европа през XV век, а в Америка е пренесена от колонизаторите през XVII век.
Според Николай Вавилов, соргото е култивирано едновременно в североизточна Африка и Китай, а по-късно е пренесено в Индия, където вторично е претърпяло допълнителна култивация.

## Разпространение на културата
| Страна    | 1985   | 1995   | 2005 |
| --------- | ------ | ------ | ---- |
| САЩ       | 28 456 | 11 650 | 9848 |
| Нигерия   | 4911   | 6997   | 8028 |
| Индия     | 10 197 | 9327   | 8000 |
| Мексико   | 6597   | 4170   | 6300 |
| Аржентина | 6200   | 1649   | 2900 |
| Судан     | 3597   | 2450   | 2600 |
| Китай     | 5696   | 4854   | 2593 |
| Етиопия   | –      | 1141   | 1800 |
| Австралия | 1369   | 1273   | 1748 |
| Бразилия  | 268    | 277    | 1530 |

Съгласно данни на ФАО към 2009 година най-големият производител на сорго са САЩ с 9,7 млн. тона. След тях се нареждат страни като Индия, Нигерия, Судан и Етиопия. Крупни производители на сорго са също Австралия, Бразилия, Китай, Буркина Фасо, Аржентина, Мали, Камерун, Египет, Нигер, Танзания, Чад, Уганда, Мозамбик, Венецуела и Гана. Например в Русия добивът на сорго през 2007 году е 351 хил. тона. В САЩ например площите засети от сорго са разположени в щатите Канзас, Оклахома, Колорадо, Небраска, Ню Мексико, Мисури, Южна Дакота, Аризона и Калифорния. В случаите, когато в района има достатъчно валежи, царевицата превъзхожда соргото както по добив на зърно, така и по добив на груб фураж. По тази причина и площите засети със сорго в царевичния пояс на САЩ и на изток от тях са малко.
Световният добив на сорго през 2010 г. възлиза на 55,6 милиона тона. Средният добив от хектар е 1,37 тона. Най-продуктивни се оказват стопанствата в Йордания, където добивите от сорго се равняват на 12,7 тона от хектар. За сравнение средният добив на сорго се равнява на 4,5 тона от хектар.
В световен мащаб площите, които се отделят за посеви от сорго намаляват за сметка на увеличаването на добив от хектар. В исторически план през 1985 г. е произведено най-голямото количество сорго – 77,6 милиона тона.
Соргото, макар и да не е широко разпространено в България е известно отдавна. Почти едновременно около средата на XIX век в страната са внесени захарното и техническото сорго. Захарното сорго се е отглеждало основно за добив на захарен сироп и петмез. С налагането обаче на захарното цвекло като суровина, захарната метла придобива вторично значение само като растение за фураж, отглеждано в ограничени размери.
Техническата или обикновена метла в миналото е отглеждана като културно растение за направа на метли и четки, а зърното е използвано за храна на птиците. Соргото за зърно се оказва по-перспективно и постепенно навлиза в производството на зърнен фураж.

## Употреба
Двуцветното сорго се използва за храна (като зърно или соргов сироп), за фураж и за производство на алкохолни напитки или биогорива. Повечето видове са устойчиви на суша и горещина и играят важна роля в земеделието в засушливите райони – Африка, Централна Америка, Южна Азия. Соргото е петата по важност зърнено-житна култура в света.
В северните части на Китай соргото е бил основен заместител на пшеницата при производството на брашно. В големи части от Индия (Махаращра, Карнатака, Андхра Прадеш и други) безквасният хляб от сорго и днес е основна храна. В Южна Африка от соргото се приготвя гъста каша. В арабските страни се използват сварени несмляни зърна, както и брашно за приготвяне на нискокачествен хляб.
В Китай от соргото се произвежда популярната алкохолна напитка маотай. В Южна Африка си използва и за производството на бира, като сорговата бира се смята за традиционната напитка на народността зулу. Причина за нейната популярност е и фактът, че тя остава извън обхвата на съществувалата до 60-те години на XX век забрана за използване на алкохолни напитки от чернокожите в страната. През последните години се разработват нови видове бира, базирани на соргото, които не съдържат глутен.
От някои разновидности на соргото се произвеждат сламени покриви и огради, кошници, четки и метли, а сламата може да се използва като гориво.

## Разновидности
Двуцветното сорго се отглежда в четири основни вариетета:
- Сорго за зърно (var. eusorghum, Pers.) – продуктивните възможности на този вариетет са доста високи, като съвременните хибриди дават добиви до 800 – 900 kg/дка.
- Техническа метла (var. technicum, Korn) – в България такова сорго се е използвало широко за производство на метли и е достигало най-големи площи;
- Захарна метла (var. saccharatum, L.) – в България се отглежда от любители, сиропът от такава метла не може да ферментира, но е добра суровина за домашен подсладител;
- Суданка (var. sudanense, Piper.) – фуражна култура с локално значение в България

## Отглеждане

### Биологични изисквания
Соргото се смята за невзискателна към условията на външната среда култура. Въпреки това то предявява някои специфични особености.
Изисквания към топлината:
- Соргото е топлолюбива култура с биологичен минимум 10 °С и оптимум 27 – 30 °С.
- За завършване на вегетацията си изисква, според ранозрялостта на генотипа, 2500 – 3500 °С. Ето защо, соргото е средно късен предшественик на есенниците.
- Соргото е много чувствително на ниски температури и слани.
- При повишаване на температурата над 38 – 40 °С, растежните процеси в растението спират и се възстановяват веднага след валеж.

Изисквания към влагата:
- Поради мощната си коренова система и физиологичните ѝ особености, соргото е най-издръжливата на засушаване зърнено-житна култура;
- Подобно на царевицата, най-голяма нужда от влага проявява във фаза изметляване – цъфтеж.

Изследванията на морфологичния строеж на растението, биологичните и физиологичните му особености показват, че соргото притежава висока ксерофитност, която е обусловена не само от мощната и избирателна коренова система, но и от характерните особености на строежа на листата – устройството на устицата, наличие на плътен епидермален слой и бял восъковиден налеп.. Листата са тънки, с по-малка дължина на устицата, които се затварят при засушаване и се отварят отново, едва когато растението възстанови тургора си.
Изисквания към почвата:
- Соргото не е взискателно към почвата, въпреки че най-големи добиви се получават при отглеждането му върху черноземни почви. Може да се отглежда на леки песъчливи, тежки глинести, засолени, алкални или леко вкислени почви.
- Понася повишена концентрация на соли, поради което може успешно да се отглежда на засолени почви.
- Не понася заплевелени, заблатени и студени почви с близки подпочвени води.

Други:
- Техническа метла се отглежда за производството на метли.
- Захарното и техническото сорго се използват като кулисни растения за предпазване на фасул, бостан и други взискателни към влагата култури.

### Растеж и развитие
Особеностите в развитието включват всички характерни за зърнено-житните култури фенологични фази:
- Поникване
- Братене
- Листообразуване
- Изметляване
- Цъфтеж
- Млечно-восъчна и восъчна зрялост
- Пълна зрялост

Соргото проявява някои специфични особености в линейния растеж и в развитието си.
Особености в растежа:
- При оптимален срок на сеитба поникване настъпва за около 2 седмици;
- Един месец след поникването соргото се отличава с бавен темп на нарастване и тогава посевите са податливи на заплевеляване;
- Интензивен растеж настъпва 30 – 45 дни след поникването, когато соргото за зърно нараства средно с 1,5 – 3 cm/ден, а темпът на линеен растеж при захарната метла достига 5 – 6 cm/ден.
- Соргото е много чувствително към съперничеството на плевелите в първите седмици след засяването. Едва след фаза 5 – 6 лист то развива характерната мощна коренова система и придобива значителни способности за адаптация към климатични стресове и конкурентност към плевелите.

### Технология за отглеждане
Място в сеитбообращението:
- Соргото изисква най-вече чисти от заплевеляване почви;
- Най-подходящите за него предшественици са зърнено-житните култури със слята повърхност. Като култура, извличаща много влага, респективно хранителни вещества от почвата, соргото е малко подходящ предшественик за пшеницата.

Обработката на почвата трябва да осигури почистване на полето от плевели. Препоръчва се дълбока оран (25 – 30 cm) и есенното ѝ поддържане. Това предполага спестяване на ранни пролетни обработки (култивиране и брануване), т.е. съхраняване на почвената влага. През вегетацията се налага прилагане на култивиране в междуредията.
Торене: за формиране на 100 kg зърно соргото извлича от почвата 3 – 4 kg азот, 0,5 – 1 kg фосфор и 2 – 4 kg калий. Препоръчителните норми са около 12 kg/дка N и 5 – 6 kg/дка Р2О5, като фосфорът да се внесе преди основната оран, а азотът – предсеитбено. То не се нуждае от значително минерално торене, защото благодарение на много добре развитата си коренова система може да извлече от почвата значителни количества азот.
Сеитба:
- Срок – веднага след сеитбата на царевицата, 15 – 25 април за Южна и 25 април – 5 май за Северна България;
- Температура на почвата – на дълбочина 8 – 10 cm достига до 12 – 13 °C;
- Начин – препоръчва използването на сеялка за окопна култура с междуредие 70 cm[13];
- Гъстота – зависи от климатичните условия, типа почва и ранозрелостта на хибрида, като варира при сорго за зърно 10 20 хил.раст./дка, захарното сорго 7 -8 хил. раст./дка при междуредово разстояние 60 – 70 cm
- Дълбочина – 2 – 4 cm. Дължи се основно на малките семена. Соргото никне по-трудно от царевицата, има по-бавен начален темп на развитие.

Растителна защита: Препоръчва се обеззаразяване на семената срещу болести и неприятели и използване на почвени хербициди и обработка на междуредието за контрол на заплевеляването. Особено опасни са площи заплевени с балур.

### Прибиране
Жътвата на соргото се извършва в техническа зрялост, когато зърното достига с типичния за съответния хибрид цвят и влажност от 14 – 15%. Обикновено това се случва през месеците септември – октомври. Прибирането става с комбайн с хедер за бяла жътва. Прибира се само метлицата, а след това се прибира и зелената маса за силажиране. Дълготрайното съхранение на зърното се извършва при влажност от 13%.

### Токсичност
Растенията от род Сорго са известни с това, че могат при определени условия да бъдат токсични за добитъка. Това са цианогенни растения, които продуцират гликозида дорин. Посредством процес на цианогенеза се отделя токсичен циановодород, който при доза по-голяма от 200 ppm е опасен за живота на добитъка. Гликозидът се намира в големи количества при младите растения на височина 50 – 70 cm като количеството му при суданката е по-малко. Растенията са опасни при паша и зелено изхранване на животни и в случаи, когато растението е спряло своя растеж поради засушаване. При сушене за сено циановодородната киселина се разрушава в значителна степен, а при силажиране намалява рязко. Зърното на соргото никога не може да причини отравяне с циановодородна киселина.

## Болести и неприятели
- Цветна главня по царевицата и метлата – характеризира се с хипертрофия на репродуктивните части на растението. Причинява се от гъбата Sphacelotheca reiliana
- Бактериоза (Бактериен пригор[16]) по суданката и метлата. Това е почти единствената болест по тази култура, която има стопанско значение за България. Причинява се от бактерията Pseudomonas syringae. Проявява се с появата на закръглени, мазни, тъмнозелени петна по листата и листните влагалища. При напредване на болестта листната петура засъхва.
- Листен пригор. Причинява се от Helminthosporium turcicum.
- Главня. Причинява се от Sphacelotheca sorghi.
- Праховита главня. Причинява се от Sphacelotheca cruenta.
- Нигроспороза. Причинява се от Nigrospora oryzae.
- Мана по царевицата и суданката. Напада листата, листните влагалища, стъблата и класовете. По надземните органи се появява бял прашест налеп. Листата прегарят, а зърното остава недоразвито. Причинява се от Blumeria graminis[17].
- Плесенясване[18]:
  - Фузариоза по соргото за зърно, захарната и техническата метла (Фузарийно плесенясване). Зърната на метлицата остават недоразвити, а зародишното коренче и пъпка остават неразвити. Причинява се от гъбички от род Fusarim, основно Fusarim moniliforme и Fusarim graminearum
  - Зелено плесенясване. Причинява се от Penicillium glaucum.
  - Черно плесенясване. Причинява се от Aspergillus niger.
  - Розово плесенясване. Причинява се от Trichothecium roseum.

## Използване като храна
| Хранителни вещества | Сорго за зърно | Царевица | Пшеница |
| ------------------- | -------------- | -------- | ------- |
| Протеин             | 12,30          | 10,10    | 11,90   |
| Скорбяла            | 73,90          | 70,90    | 67,00   |
| Мазнини             | 3,60           | 4,60     | 2,30    |
| Целулоза            | 2,20           | 2,50     | 2,50    |
| Фосфор              | 0,35           | 0,31     | 0,38    |
| Калций              | 0,03           | 0,01     | 0,07    |
| Лизин               | 0,27           | 0,30     | 0,37    |
| Метионин            | 0,19           | 0,19     | 0,21    |
| Цистин              | 0,21           | 0,26     | 0,32    |
| Треонин             | 0,37           | 0,39     | 0,40    |
| Триптофан           | 0,12           | 0,07     | 0,16    |

Соргото е ценен фураж за изхранване на селскостопанските животни. Практически всички надземни части се използват за изхранването им като всяка от тях има различна хранителна стойност. Сухият соргов фураж се добива от вариетети със сладко сочно стъбло, тъй като фуражът е по-вкусен. Културата се коси, когато семената са във восъчна зрелост. За да не мухляса предварително се суши на снопове, откоси или купчинки и едва тогава се съхранява в сеновал. Добре изсушеното соргово сено е задоволителен груб фураж за млечните крави, говедата за месо, овцете и конете. Сорговите стъбла са с ниско съдържание на протеини и поради тази цел е добре да се дават само на нископродуктивни животни. Добър силаж от сорго се получава в случаите, когато зърното е твърдо и узряло. Силажът от млади растения става кисел и не е подходящ за изхранване. Хранителната стойност на един тон соргов силаж е с малко по-ниска хранителност от царевичния поради това, че зърното в него е по-малко. Отлична дажба е за млечните крави, говедата за месо и овцете. За паша не се препоръчват соргови култури поради възможността от отравяне с циановодородна киселина. От всички най-безопасна е пашата на суданка.
Зърното на соргото е сравнимо по хранителна стойност с това на царевицата и пшеницата. По много от показателите е по-добро от останалите две култури. Практиката сочи, че зърното от сорго е полезна храна в свиневъдството и птицевъдството. При свинете изхранването със сорго води до по-твърда сланина за разлика от изхранването с царевица.